# 青鳥行動
青鳥行動是中華民國一項大型社會運動，主要表達反對立法院審議中之數項法案及其審議程序，包括涉及立法院職權及花東地區之交通建設。這場活動的名稱源自2024年5月24日的集會，用以迴避「青島」一詞在社群媒體傳播時受演算法之潛在干擾，改用字形相似之詞彙，而「青鳥」亦帶有溫柔與希望、自由與正義之隱喻，在此同時該名稱的採用者數度將其編入維基百科始廣為人知。
青鳥行動在2024年5、6月結束後，當年底又出現了冬季青鳥在台北。而「青鳥」一詞也逐漸衍伸至對抗中國國民黨與台灣民眾黨在立法院提出爭議法案的社會運動支持者，一些場合中也被泛指為台派、民主進步黨的支持者。

## 背景
自2024年3月份開始，圍繞中華民國第十一屆立法院提出的《國會改革法案》、《花東交通三法》及相關爭議，引發了一系列衝突事件。正反雙方對這兩項法案展開了激烈爭論及議事對決，在5月17日的院會上更發生了肢體衝突。這些事件引發了大規模抗議示威潮，當日共有6名立委在議場的衝突中受傷被送往醫院。

## 經過

### 5月17日（週五）
朝野三大政黨立法委員於白天立法院會爆發議事衝突，深夜仍持續法案表決。約莫晚上9時，數十名學生和民眾自發集結在立法院外的青島東路抗議，要求停止表決、實質審查，高喊「沒有討論，不是民主」、「退回法案，停止開會」、「拒絕黑箱」等口號。參與者羅宜認為，表決未宣讀條文，修正動議內容亦不清楚，議程透明度不足，沒收討論不為民眾所接受。直播畫面經由社群媒體傳送，現場一度湧入三百多名抗議群眾；當晚警方動用拒馬維持秩序戒備。人潮在午夜12時議事休息後逐漸散去，並相約21日法案續審時再度聚集。

### 5月21日（週二）
2024年5月21日，台灣公民陣線、公投護台灣聯盟、經濟民主連合等民間團體發起「『民主倒退，公民搶救』521行動」（亦作「521行動」或「521遊行」），地點位於立法院青島東路側門。台灣基進、時代力量、小民參政歐巴桑聯盟、台灣綠黨、社會民主黨、台灣團結聯盟等泛绿政黨聲援、參加。
公投盟、經民連在號召的聲明中提出五項訴求：
1. 「國會改革不應破壞權力分立，不應侵害人民權益。」
2. 「退回國會三法，由委員會重審，517議事錄不予承認。」
3. 「拒絕立院變人大，抗議藍白沒收民主。」
4. 「停止濫用『逕付二讀、全案保留、封殺提案、散會動議』。」
5. 「沒有討論，不是民主；全案保留，等於沒審；封殺提案，威權復辟。」

消息透過Instagram、Threads傳播。这是Threads在台灣首次被用來串聯社會運動。
當日的抗議場地為立法院旁的青島東路，由公民團體、政治人物陸續上台演講，晚上另有提供肥皂箱予志願者短講。演講中，大眾提出“扩权法案是把立法权压着行政权，压着司法权，最后变成立法独大”、「必須堅守陣線不能再退，不然台灣將會變成香港」、「別做中國的走狗」、「不要做破壞民主的幫兇」等主張。
當天上午起即有40多個公民團體齊聚青島東路，因為雨勢、上班日等因素，原先外界並不看好會有大批群眾走上街頭。主辦單位公布抗議人數時引發中國國民黨立委嘲笑，引發熱議。傍晚放學、下班時間，民眾自發性從各方紛沓而來，主辦單位於晚上10時宣布集會人數達到3萬人，此時青島東路、中山南路慢車道和濟南路一段路口滿是人潮；抗議人群直至翌日凌晨才逐漸散去。23時50分許，隨著立法院內的會議休息，主辦單位經民連召集人賴中強也宣布散會。

有些民眾因故無法前去抗議，故在網路上資助年輕人北上參加5月24日集會抗議之交通費及住宿費，表達對該活動之支持。

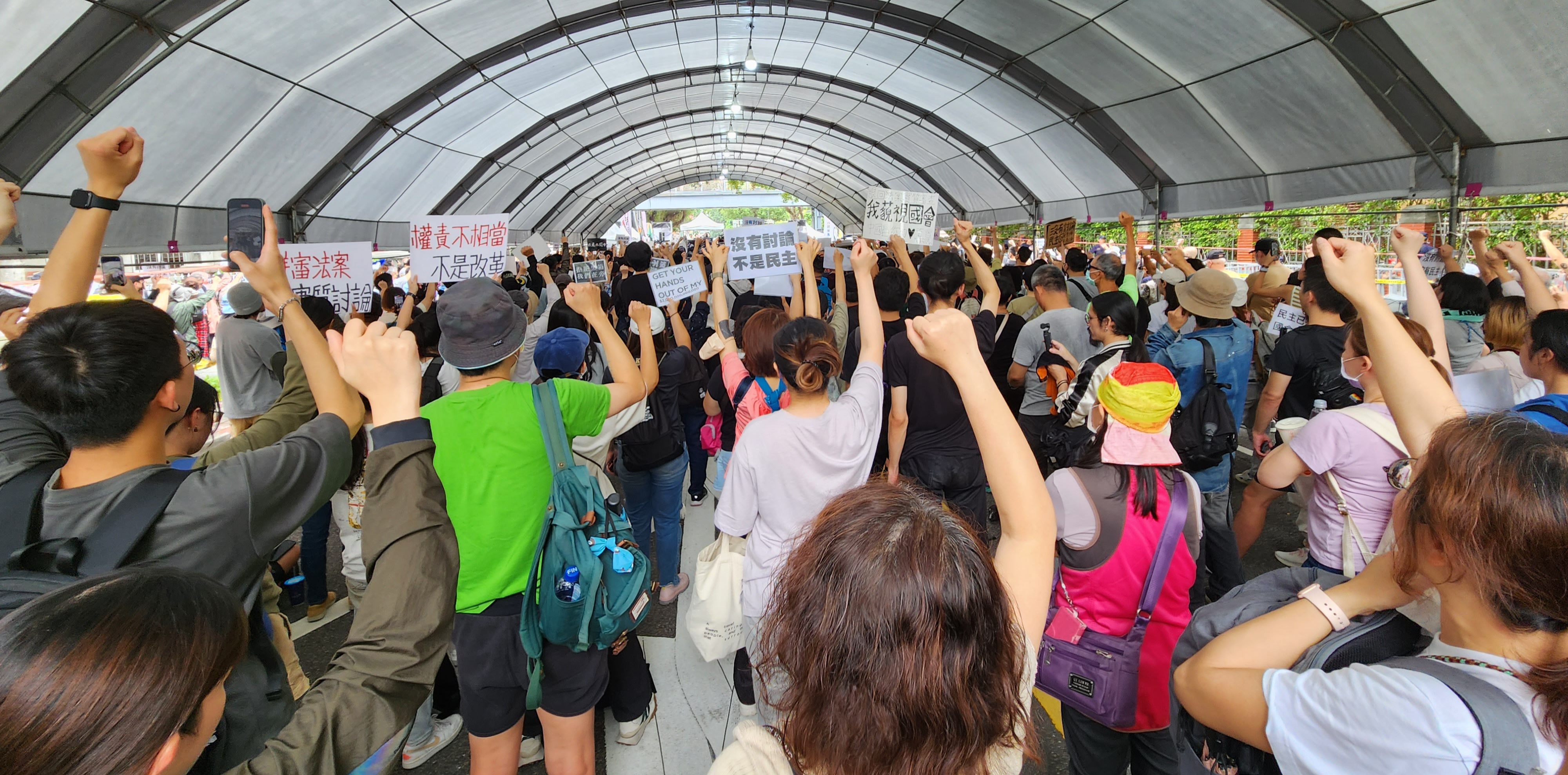
5月21日在青島東路抗議的民眾

### 5月24日（週五）
在立法院附近，支持和反對修法的團體皆獲得北市府的集會許可。雙方以鎮江街為界，占據青島東路西側與東側，相距不到100公尺，警方嚴陣以待。
支持修法方選擇用宣傳車播放他們的主張，並計劃在下午5時集結，聲援藍白立委修法。但與抗議者相比，人數明顯較少；截至晚上9時止，現場不到10人。
當日，超過50個公民團體在青島東路西側與濟南路集結抗議，要求將法案退回委員會重審。據主辦單位統計，下午4時參與示威人數已超過3萬，晚上8時超過8萬，並持續增加，甚至超過10萬人；有爆料指出臺北市警察局統計的人數則為1萬4500人，後相關單位澄清該數據是其在下午7時的統計人數，並以依循慣例為由不便公布其認知的實際數據。
當日集會解散前，主辦單位告知在場民眾：由於28日的院會預計繼續審議國會改革法案，希望民眾在28日也能到立法院外聲援行動。
當日臺灣各地縣市之車站、公園等地皆有民眾自發性集結，抗議國民黨與民眾黨之作為。日本東京池袋亦集結了一群自由派人士，發起抗議活動跨海聲援。

### 5月28日（週二）

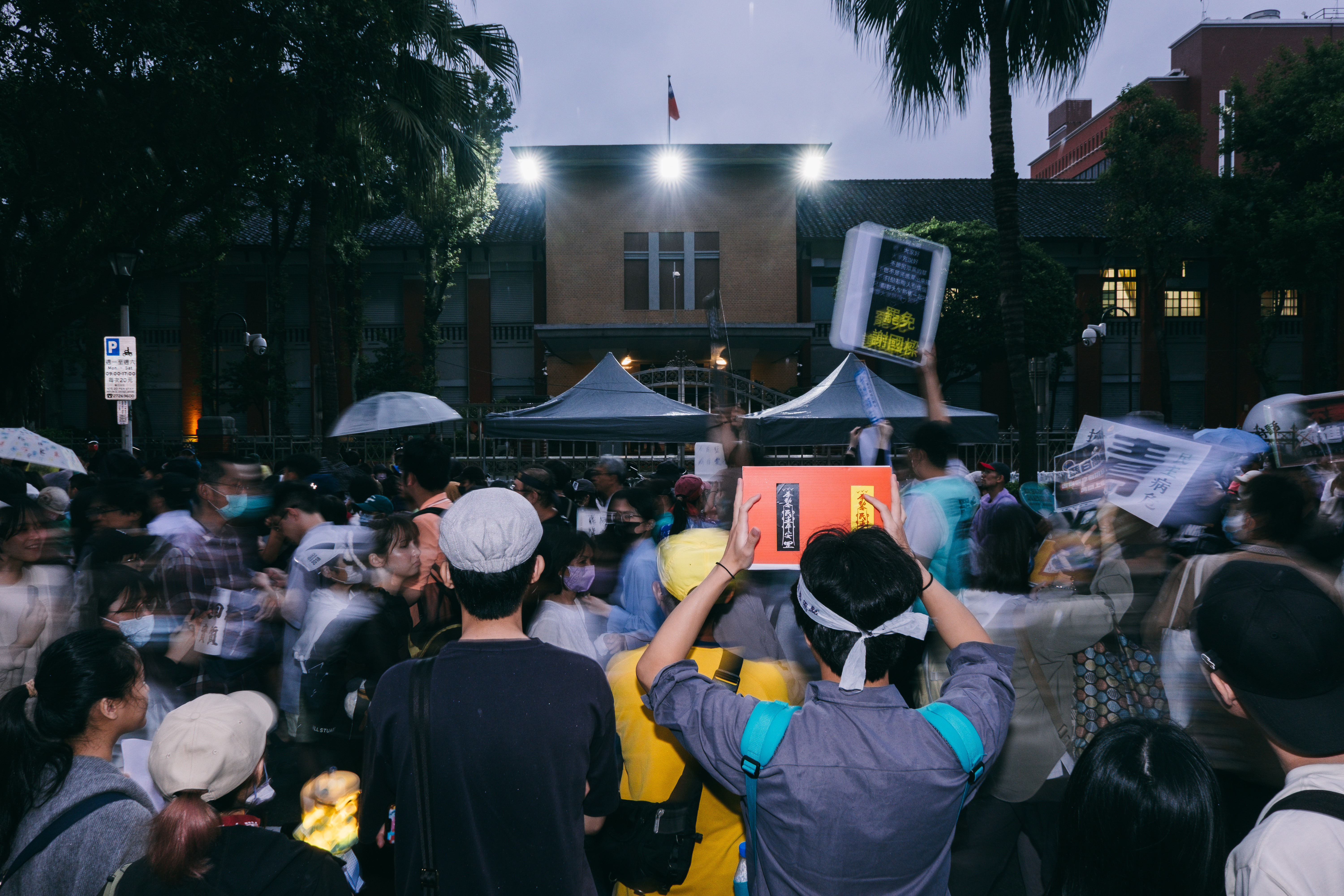
立法院門口前方抗議人潮

當天，立法院三讀通過部分條文後，場外示威者合力將多顆印有「公民捍衛民主」、「重啟社會對話」、「拒絕中國干政」標語的巨型白色氣球拋進立法院圍牆內，同時在立法院大門綁上白布條與太陽花表達訴求。現場除了舉行「最想要罷免的立委」票選活動，當天主辦方還播放一段5月17日以來4次行動剪輯而成的影片。主辦單位於晚上9時30分宣布現場人數突破7萬人，人潮一路從濟南路、青島東路外溢到中山南路；抗議集會在晚上11時許落幕。
同日，全台各地仍有民眾自發串聯的活動。
經濟民主連合呼籲行政院應對法案提出覆議、釋憲，要求與立法院長韓國瑜見面對話。並宣布將成立臺灣公民陣線新北工作團隊，後續將與新北公民團體和幾個公民小黨，到新北市國民黨立委的選區辦社區座談會。

## 後續

### 6月
台灣公民陣線串聯全國各地公民、在地公民團體舉辦「公民反國會濫權，在地對話」，期盼與藍營選區選民對話，並施壓藍委改變覆議案時投票傾向。而民主進步黨舉行「下鄉宣講：反濫權 護民主」記者會，宣布在全台各地開講。

#### 19–21日

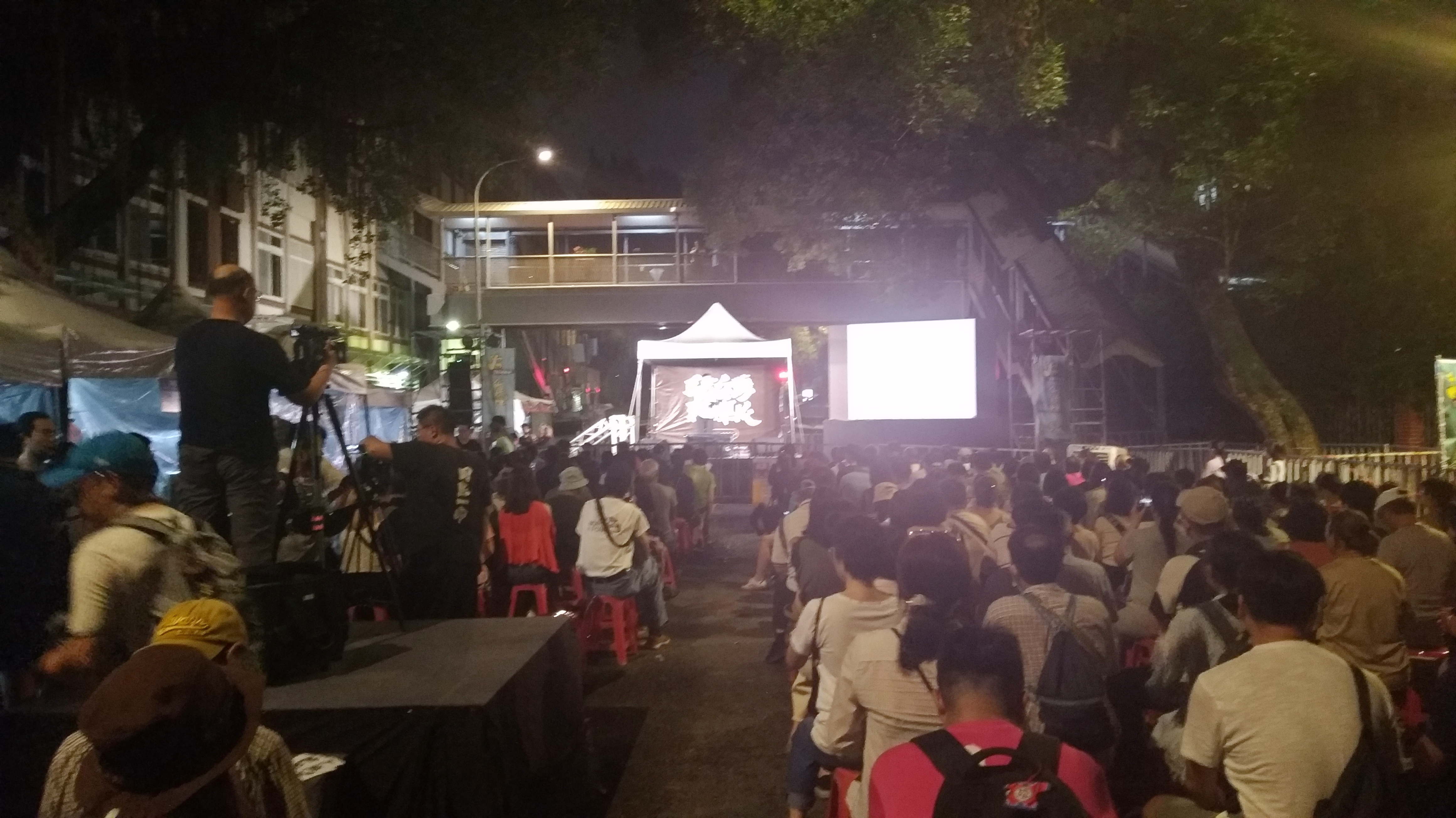
反立法院擴權運動，民眾於青島東路上集會，拍攝於2024年6月21日晚間。

由於行政院對相關法案提起覆議，立法院於6月19、20日召開委員會審查法案，21日進行表決。公民團體宣布，將在這三日號召公民再次上街。除此之外，全台各地的民進黨民意代表也在各縣市發起街頭宣講傳達理念。

### 12月
經濟民主連合為阻擋中國國民黨與台灣民眾黨通過《公職人員選舉罷免法》、《憲法訴訟法》及《財政收支劃分法》等3項法案的修正案，再次發起青鳥行動於立法院抗議。

## 海外響應
在第77屆世界衛生大會前夕，留學歐洲各地的臺灣學生自發組團到瑞士日內瓦聲援臺灣參加世界衛生大會、世界衛生組織。活動之餘，舉起「退回法案」、「反對國會濫權」等手板，高喊「拒絕黑箱國會」，呼應立法院場外抗議群眾的訴求。
臺灣人公共事務會洛杉磯分會、美西臺美人夏令會等社群團體，號召上百人在美國洛杉矶聯邦政府大樓前聲援青鳥行動，並且群眾沿著人行道遊行，舉布條，喊「支持臺灣」等口號，声援青鳥行動。

### 青鳥串聯
由海內外人士自發組成的「海外青鳥公媽應援團」，透過社群媒體串聯發起募資的方式，租下紐約時報廣場的主看板播放「上架臺灣」影片，並以2小時的速度達成目標。影片中以青鳥、台北101等意象，及「望你順遂臺灣」、（英语，意为「堅定支持台灣」）等字樣。而群眾也到時報廣場舉牌，在海外一同發聲。
後續青鳥串聯在法國巴黎接棒，近百位旅外台灣人乘船在塞納河呼喊口號、揮舞旗幟，同時也替即將出賽的巴黎奧運中華台北隊選手加油。

## 流行文化

高舉嘲諷黃國昌哏圖的抗議者

該行動的支持者汇集网民语录，作成用于嘲諷立法委員黃國昌的蔥師表。其改編、衍生的數十種版本、形式二次創作，成為場邊及社群媒體熱門話題。